# Coimbra em Blues
O Festival Internacional de Blues de Coimbra mais conhecido por Coimbra Blues é um festival de música organizado pelo Teatro Académico de Gil Vicente com o apoio da Delegação Regional de Cultura do Centro que se realiza em Coimbra desde o ano de 2002.
O festival pretende dar a conhecer o blues clássico de nomes como Robert Johnson ou John Lee Hooker, com nomes mais recentes da cena musical, como os Alabama 3.
Em 2007, para além dos espectáculos musicais, haverá mostras de filmes sobre o tema, como Piano Blues de Clint Eastwood ou Feels Like Going Home de Scorsese e uma exposição sobre a edição de 2004.